# مارتن باوم (وكيل مواهب)
مارتن باوم (بالإنجليزية: Martin Baum)‏ هو وكيل مواهب أمريكي، ولد في 2 مارس 1924 في نيويورك في الولايات المتحدة، وتوفي في 5 نوفمبر 2010.

## وصلات خارجية
- مارتن باوم على موقع ميوزك برينز (الإنجليزية)
- مارتن باوم على موقع قاعدة بيانات برودواي على الإنترنت (الإنجليزية)